# مصباح ديفي

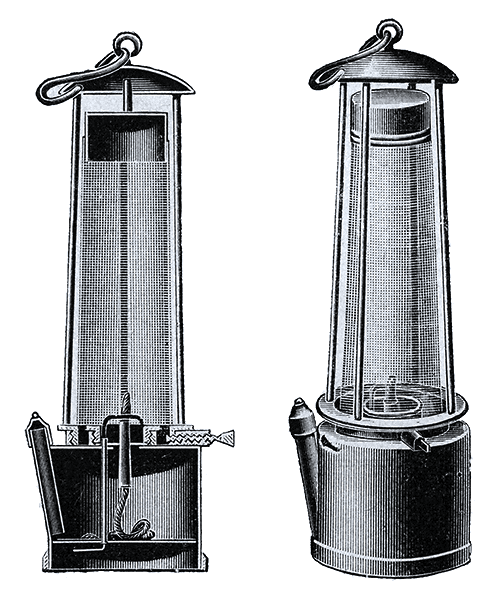

مصباح ديفي هو نوع من مصابيح الأمان (أي تلك التي يمكن استخدامها بأمان في الأماكن القابلة للاشتعال مثل مناجم الفحم، وذلك قبل اختراع المصابيح الكهربية). اختُرع في عام 1815 من قبل الكيميائي البريطاني همفري ديفي. وهو يتألف من فتيلة قابلة للاشتعال مُحاطة بغشاء شبكي لمنع تسرب ألسنة اللهب خارجها. وهو مصمم للاستخدام داخل مناجم الفحم لتقليل احتمالية وقوع الانفجارات الناتجة عن اشتعال الميثان وعدة غازات أخرى قابلة للاشتعال يُطلق عليها اسم «بخار النيران» أو «بخار المناجم».

## تاريخ
يُعد مصباح الأمان الذي اخترعه الطبيب الأيرلندي ويليام رايد كلاني سلفًا لمصباح السير ديفي. إذ أرسل كلاني ورقته البحثية للجمعية الملكية في مايو 1813. يُعاب على مصباح كلاني صعوبة استخدامه، إلا أنه نجح في اجتياز اختبارات الأمان في معامل هرينغتون ميل، وبفضله حاز كلاني على عدة ميداليات من الجمعية الملكية للفنون.
كما نجح صانع المحركات جورج سيتفنسون في اختراع مصباح يسمح بمرور الهواء من خلال فتحة صغيرة لا يمكن أن تعبر ألسنة اللهب من خلالها. ورغم أن ستيفنسون كان يفتقر إلى المعرفة العلمية إلا أنه عرض اختراعه أمام الجمعية الملكية قبل شهر من انتهاء ديفي من تصميم اختراعه. ولتجربة مصباحه ذهب ستيفنسون برفقة شاهدين إلى منجم كينغسورث ووضع مصباحه المشتعل أمام فتحة صغيرة يخرج منها خليط من الغازات المشتعلة.
شرع السير ديفي في أول محاولة لاختبار مصباح الأمان الخاص به في منجم هبورن في 9 يناير 1816. وفي 3 نوفمبر 1815 عُرض خطاب السير ديفي للعامة رغم أنه كان ينوي الاحتفاظ به سرًا، وفيه وصف ديفي ما توصل إليه من نتائج والتصميمات المقترحة لمصابيح الأمان. كما عُرضت ورقته البحثية التي تحتوي على تفاصيل المصباح في اجتماع الجمعية الملكية في 9 نوفمبر. وتقديرًا لإنجازه فاز ديفي بميدالية مجتمع رومفورد. ويختلف مصباح ديفي عن مصباح ستيفنسون في أن لهب المصباح مُحاط بغشاء مصنوع من نسيج معدني، بينما يتكون مصباح ستيفنسون من لوح مثقوب محاط باسطوانة زجاجية، وذكر ديفي في ورقته تصميم ستيفنسون بصفته بديلًا لتصميمه المفضل. مُنح ديفي ما يعادل 2000 جنيه استرليني من الفضة كمكافأة على اختراعه، بينما اُتهم ستيفنسون بسرقة اختراع ديفي نظرًا إلى أنه عرض اختراعه النهائي (الذي يُعرف بمصباح جوردي) بعد نشر ورقة ديفي وعرضها أمام الجمعية الملكية. بينما اُعتبرت النماذج الأولية من مصباح ستيفنسون غير آمنة للاستخدام.
لاحقًا انعقدت لجنة تحقيقات محلية للنظر في أمر اختراع ستيفنسون، وأقرت ببرائته، إذ أظهرت أن ستيفنسون كان يعمل بشكل مستقل على اختراع مصباح جوردي، وقامت بجمع 1000 جنيه استرليني من أجل مساندته. بينما اعترض ديفي وأنصاره على نتائج اللجنة، ورفضوا الاعتراف بأن ستيفنسون توصل إلى اختراعه بنفسه لأنه لم يتلقى تعليمًا رسميًا. بينما اعترف ستيفنسون أنه توصل إلى حل عملي باستخدام نظريات خاطئة. وفي عام 1833 أقرت لجنة مجلس العموم البريطاني أن كلًا من ديفي وستيفنسون يعود لهما الفضل في اختراع مصباح الأمان. وظل ديفي متيقنًا بأن ستيفنسون سرق اختراعه حتى وفاته. لاحقًا اعتمدت منطقة شمال شرق إنجلترا على مصباح ستيفنسون بشكل حصري، بينما اُستخدم مصباح ديفي في جميع المناطق الأخرى. وقد أدت تلك التجربة التي خاضها ستيفنسون إلى ارتيابه من علماء لندن وخبراءها.

## التصميم والنظرية
يتكون المصباح من فتيلة قابلة للاشتعال محاطة بغشاء شبكي. وتؤدي تلك الشبكة وظيفة احتجاز اللهب داخلها، إذ أنها تسمح بمرور الهواء إلى الداخل بحرية كافية بحيث تستمر عملية الاحتراق دون انقطاع، ولكن من جهة أخرى فإن الثقوب التي يمر منها الهواء صغيرة للغاية مما يمنع انتشار اللهب خارج المصباح واشتعال بخار النيران خارج الغشاء. وفي البداية كان المصباح يعتمد على الزيوت النباتية الثقيلة كوقود له.
كما يمكن استخدام المصباح في التأكد من عدم وجود غازات مشتعلة. فعند إشعال مصباح ديفي بالقرب من خليط غازات مشتعلة يزداد لهيب المصباح ويتحول إلى اللون الأزرق. كما أن المصباح مزود بمقياس معدني لقياس ارتفاع اللهب. وبالإضافة إلى ذلك يمكن لعمال المناجم وضع مصباح الأمان على الأرض للتحقق من وجود الغازات الخانقة (مثل ثاني أكسيد الكربون) التي تتميز بكثافة أعلى من الهواء وبالتالي تغوص إلى قيعان المناجم. فعند وضع المصباح بالقرب من خليط غازي يحتوي على نسبة قليلة من الأوكسجين (أي خليط من الغازات الخانقة) تنتطفئ شعلة المصباح. ينتطفئ لهيب خليط الهواء والميثان في حالة وصول نسبة الأكسجين إلى 17%، وهي نسبة تسمح باستمرار حياة عمال المناجم مما يسمح لهم بالتعرف على الأماكن التي تحتوي على هواء خانق ويتيح لهم فرصة الخروج من المنجم قبل تعرضهم للاختناق.

## التأثير
في عام 1816 كتبت جريدة كمبرلاند باكيت مقالة تصف فيها تجربة اختبار مصباح ديفي في مدينة وايتهيفن. حيث وُضع المصباح أمام مروحة تسلط هواءًا مشتعلًا عليه، وعلى حد وصف الجريدة: «كانت النتائج مذهلة وتفوق الوصف، فقد تحولت نيران المصباح في البداية إلى اللون الأزرق مع اشتداد لهيبها، ثم تحولت إلى لهيب براق يتراقص داخل الاسطوانة، وفي خلال فترة وجيزة اتسعت نيران المصباح في حجمها حتى ملأت تجويف الغشاء الشبكي. وظل اللهب مشتعلًا لفترة طويلة حتى انطفأ في النهاية بدون حدوث أي انفجار. لا يمكن أن تكون النتائج مرضية أكثر من ذلك». كما علق مراسل آخر على المقالة قائلًا: «يزود المصباح عنصر الأمان التام لعمال المناجم... وبفضل اختراع السير همفري الثمين ونظام التهوية الخاص بمناجم وايتهيفن فسوف تتلاشى حوادث الانفجارات الناتجة عن تفاعل الهيدروجين مع الكربون.»
ولكن لسوء الحظ لم تتحقق النبوءة السابقة لعدة أسباب؛ إذ وقع 137 شخصًا ضحية لحوادث انفجارات الغازات المشتعلة في مناجم وايتهيفن. كما أعلنت اللجنة المختارة المختصة بحوادث المناجم في عام 1835 أن مصابيح ديفي تسببت في زيادة معدل وقوع حوادث المناجم على عكس المتوقع، إذ شجع هذا المصباح على إعادة افتتاح المناجم التي أُغلقت في السابق لدوافع أمنية. فعلى سبيل المثال: في عام 1835 لقى 102 شخصًا مصرعهم (من بينهم رجال بالغين وأطفال قاصرين) في حادثة انفجار منجم والسند، وتحديدًا داخل طابق بينشام الذي وصفه جون بودل بأنه «طابق خطير جدًا يتطلب التصرف داخله بحرص شديد للغاية». كما أفاد المحقق الجنائي عن وقوع حادثة مشابهة في السابق أدت إلى وفاة 52 شخصًا عام 1821، إلا أنه قال لهيئة المحلفين أن الحكم على مدى سلامة الاستمرار بالعمل داخل هذا المنجم هو أمر يقع خارج حيز اختصاصهم.
ومن بين الأسباب الأخرى التي أدت إلى تلك الحوادث أن مسؤولية إحضار أدوات الإنارة كانت تقع على عاتق عمال المناجم وليس على أصحابها، إذ اعتاد العمال على شراء شموعهم الخاصة من المتاجر. وعلى الرغم من توفر مصابيح الأمان فقد آثر العمال استخدام الشموع ومصادر الإضاءة المكشوفة. ورغم أن تنظيمات المناجم التي تشترط استخدام مصابيح الأمان كانت صارمة من ناحية المبدأ، إلا أنها لم تُتبع ولم تُتطبق على الإطلاق. وفي خلال الفترة 1838-39 وقعت حادثتين في مناجم كمبرلاند بسبب استخدام مصادر إضاءة مكشوفة للتحقق من عدم وجود غازات مشتعلة، ونتيجة لذلك أصدر المجلس الملكي لعمالة الأطفال بيانًا علقت فيه عن فشل العمال في التعلم من أخطائهم السابقة، إلى جانب ارتكابهم عدة حماقات تتمثل في حمل مصباح ديفي في يد واحدة، وشمعة مكشوفة في اليد الأخرى. وأضافت قائلةً: «وصلت إدارة المناجم إلى مرحلة من التهور والحماقة لا يمكن تخطيها بأي شكل على الإطلاق. عندما نسمح لمثل تلك الإدارات بتشغيل مناجم أحد أغنى ملاك المناجم في المملكة فلا عجب إذن مما قد نشهده من تصرفات العمال الذين يفتقرون إلى العلم ورأس المال في آن واحد».
كما أن تصميم مصباح ديفي كان يتسم ببعض العيوب التي أدت إلى كونه لا يعتمد عليه. فقد كان الغشاء عرضة للتلف باستمرار، وفي حالة كسر جزء صغير منه أو تعرضه للتآكل يفقد المصباح عنصر الأمان الذي يتميز به.
ونظرًا إلى تلك الظروف فقد شُرّع قانون تنظيم المناجم والإشراف عليها عام 1860 الذي يقتضي وجود أنظمة تهوية مناسبة في مناجم الفحم لتخفيف تركيز الغازات الضارة باستمرار حتى تصير أماكن العمل مؤهلة للعمل بداخلها في أمان تام. كما أمر القانون بفحص مصابيح الأمان وإحكام غلقها بواسطة شخص مخول بذلك قبل استعمالها.
ولكن مصابيح الأمان كانت تزود العمال بإضاءة ضعيفة جدًا بغض النظر عن حالتها، ولم يتم الوصول إلى حل نهائي لتلك المشكلة إلا بعد انتشار المصابيح الكهربية في أواخر القرن التاسع عشر.